# 人民卫队
人民卫队（羅馬化：Al-Harās al-Sha‘abī）是黎巴嫩历史上的一个准军事组织，由黎巴嫩共产党领导，存在于1970年—1990年，在2006年一度短暂出现。该组织曾在黎巴嫩内战的1975年—1977年阶段及后续冲突中作战。该组织鼎盛时，有5000名战士。黎巴嫩共产党和人民卫队是黎巴嫩民族运动及其继承者黎巴嫩民族抵抗阵线的成员。